# Estación de Tetuán (Metro de Madrid)

Ampliación de la red que incluía la estación de Tetuán.

Tetuán es una estación de la línea 1 del Metro de Madrid situada en la intersección de la calle de Bravo Murillo con la calle Marqués de Viana en el distrito de Tetuán, del que toma su nombre.

## Historia
La estación se abrió al público el 6 de marzo de 1929, y a lo largo de los años 60 se reformó para ampliar los andenes de 60 a 90 m. La estación fue terminal de línea hasta el 4 de febrero de 1961, cuando la línea se amplió hasta Plaza de Castilla.
La estación de Tetuán fue la primera en salir del término municipal de Madrid, pues en aquel momento Tetuán (conocido entonces como Tetuán de las Victorias) pertenecía al término municipal de Chamartín de la Rosa, que posteriormente fue anexionado por Madrid en 1948 (véase el artículo Chamartín de la Rosa).
Desde el 3 de julio de 2016, la estación permaneció cerrada por obras de mejora de las instalaciones en la línea 1 entre las estaciones de Plaza de Castilla y Sierra de Guadalupe. La finalización de las obras estaba prevista para el 12 de noviembre de 2016, sin embargo, la estación fue reabierta el 14 de septiembre, al finalizarse los trabajos y restablecerse el servicio en los tramos Plaza de Castilla-Cuatro Caminos y Alto del Arenal-Sierra de Guadalupe. En estos dos tramos, los trabajos realizados consistieron en la limpieza y consolidación del túnel, la instalación de la catenaria rígida y el montaje del resto de instalaciones y servicios. El 1 de abril de 2017 se eliminó el horario especial de todos los vestíbulos que cerraban a las 21:40 y la inexistencia de personal en dichos vestíbulos.
Un centenar de vecinos de Tetuán se manifestaron el 7 de febrero de 2024 contra la falta de accesibilidad en las estaciones que sirven el distrito y para demandar la instalación de ascensores. Un mes después el gobierno de la Comunidad de Madrid anunció que tendrán ascensores las estaciones de Tetuán y Ventilla antes del fin del año 2025.

## Accesos
Vestíbulo Algodonales
- Algodonales C/ Bravo Murillo, 269

Vestíbulo General Margallo
- General Margallo C/ General Margallo, 2 (esquina C/ Bravo Murillo)

## Líneas y conexiones

### Metro
| << cabecera        | < estación    | línea | estación > | cabecera >> |
| ------------------ | ------------- | ----- | ---------- | ----------- |
| Pinar de Chamartín | Valdeacederas |       | Estrecho   | Valdecarros |

### Autobuses
| Diurnos   |                  |                                            |
| Línea     | Destino          | Parada                                     |
| 11        | Barrio Blanco    | 4001 METRO TETUÁN (C/ Marqués de Viana, 1) |
| 11        | Marqués de Viana | 4002 METRO TETUÁN (C/ Marqués de Viana)    |
| 66        | Fuencarral       | 4085 METRO TETUÁN (C/ Bravo Murillo, 276)  |
| 124       | Lacoma           | 4085 METRO TETUÁN (C/ Bravo Murillo, 276)  |
| 66        | Cuatro Caminos   | 5365 METRO TETUÁN (C/ Bravo Murillo, 295)  |
| 124       | Cuatro Caminos   | 5365 METRO TETUÁN (C/ Bravo Murillo, 295)  |
| Nocturnos |                  |                                            |
| Línea     | Destino          | Parada                                     |
| N23       | Cibeles          | 569 BRAVO MURILLO-MARIA ZAYAS              |
| N23       | Montecarmelo     | 4083 BRAVO MURILLO-MARIA ZAYAS             |